# Добропільський тролейбус
Добропільський тролейбус — закрита тролейбусна система, що з 1968 по 2010 роки діяла в місті Добропілля Донецької області .

## З історії
Будівництво тролейбусної лінії розпочалося влітку 1966 р. Було збудовано депо на 15 місць, придбано з Донецька 5 уживаних тролейбусів, розпочато навчання водіїв. За рік було змонтовано контактну мережу.
Однак лише 23 серпня 1968 року у місті Добропілля було відкрито тролейбусний рух. Особливістю тролейбуса було те, що він більшу частину свого існування був відомчим — належав підприємству «Добропіллявугілля» (у 1968-89 та 1999—2009 роках). Перший маршрут пролягав від шахти «Алмазна» вулицями Першотравневою, Мечникова та Гагаріна до площі Леніна.
1970 р. відбулося перше розширення мережі — відкрито лінію вулицею Фестивальною до шахти «Добропільська».
У травні 1972 р. першу лінію було подовжено далі на південь проспектом Перемоги та Вокзальним провулком, де було утворено кінцеву.
1979 року було відкрито нову лінію вулицею Залізничною до ремонтно-механічного заводу, повз залізничний вокзал.
Останнє розширення мережі відбулося 1981 р. — Луганським провулком прокладено лінію (однобічну) до шахти «Добропільська», другу ж лінію вулицею Фестивальною було демонтовано. Відтак утворилося однобічне кільце до шахти «Добропільська».
На початку 1990-х років існували плани розширення депо — до 30 місць, збудувати лінію до м. Білозерське, однак економічна криза перешкодила цим планам.
Починаючи з початку 1990-х років робота тролейбуса погіршилася.
Лише 1997 року місто придбало один тролейбус ЮМЗ Т-2, який, на жаль, працював мало — лише до 2006 року. 1999 року тролейбуси було перенумеровано — через підпорядкування підприємству вони отримали тризначну нумерацію (при тому розкидану — в проміжку 593—705 було лише 15 тролейбусів).
Після 2007 року на ходу залишався лише один тролейбус — ЗіУ № 705. 2008 року було демонтовано лінію до шахти «Добропільська».
У квітні 2009 року мережа відійшла в підпорядкування місту і увійшла до підприємства "КП «Добропільський міський транспорт». На жаль, доволі швидко справи тролейбуса погіршилися — при єдиному ходовому тролейбусі часто відбувалися зупинки руху в разі його виходу з ладу.
У грудні 2010 року було знято контактну мережу на єдиному діючому маршруті і робота мережі припинилася. Обидва тролейбуси списані.
Таким чином, Добропілля стало другим містом, де за роки незалежності України було припинено тролейбусний рух.

## Маршрути
У місті існувало 2 тролейбусних маршрути — № 1 (Шахта «Алмазна» — просп. Перемоги), що працював з 1968 до 2010 років та № 2 (шахта «Добропільська» — РМЗ), що існував у 1981—2004 роках. 2004 року маршрут № 2 було закрито. Певний час маршрут № 1 курсував від шахти «Алмазна» до РМЗ, однак невдовзі його було вкорочено до попереднього вигляду.

## Рухомий склад
Першими моделями тролейбусів були 5 уживаних тролейбусів — 1 МТБ-82 та 4 К5-Ла (отримані з Донецька). МТБ працював до 1971 р., К5-ЛА-до 1976 року. Натомість з 1974 р. почалося надходження нових тролейбусів -ЗіК-9. Всього за всю історію у місті було 30 тролейбусів цієї моделі. Максимум — 22 тролейбуси, перебували на балансі депо 1989 року, потім їх кількість почалася зменшуватися.
Єдине поповнення рухомого складу після 1991 року відбулося 1997 р., коли було придбано 1 тролейбус ЮМЗ Т-2, однак він допрацював лише до 2006 року. Станом на 1.01.2010 р. на балансі підприємства перебувало лише 2 тролейбуси — неробочий ЮМЗ Т-2 та робочий ЗіУ-9, що були остаточно списані у грудні 2010 р., коли мережу було закрито.

## Цікаві факти
- Тролейбус працював майже цілодобово, з нічною перервою з 1:15 по 3:30 ночі.
- Вокзальний провулок та кільце «просп. Перемоги» не мали і не мають твердого покриття, тому тролейбус рухався ґрунтовою дорогою, швидкість при тому була мінімальна.